# 北門站 (哥本哈根)
北門站（丹麥語：Nørreport Station）是丹麥哥本哈根一個地鐵、市郊鐵路及普通鐵路共构車站，位于哥本哈根市中心，因附近的哥本哈根北门遗址而得名。它是全丹麦最繁忙的鐵路車站，每日有16.5萬人次使用。全站均位於地下，合共3對月台，一個由哥本哈根市郊鐵路使用，一個由国铁列車使用，一個由哥本哈根地鐵使用。車站位於哥本哈根大街铁路上，这一铁路由国铁列车及哥本哈根市郊铁路列车使用。北门站附近还有多条公交线路可供换乘。本站在哥本哈根地铁中位於第1收費區，有哥本哈根地铁1号线与哥本哈根地铁2号线经停。
在本站经停的列车还包括多數哥本哈根市郊铁路列車、往来于丹麦的西兰岛与瑞典南部的“區域列車”、往埃斯比約的“城際列車”及往瑞典馬爾默及哥德堡的國際列車以及开往其它目的地的列车。車站擁有單車停泊設施，並容許將單車帶上列車，但繁忙時間不可。
| 上一站                       | 哥本哈根市郊铁路                      | 下一站                                  |
| ---------------------------- | ------------------------------------- | --------------------------------------- |
| 西门站 开往：洪迪厄站        | 工作日白天                            | 东门站 开往：希勒勒站                   |
| 西门站 开往：克厄站          | 夜间及周末                            | 东门站 开往：希勒勒站                   |
| 西门站 开往：霍耶-措斯楚普站 |                                       | 东门站 开往：法鲁姆站                   |
| 西门站 开往：霍耶-措斯楚普站 | 仅工作日高峰时段开行                  | 东门站 开往：布津厄站                   |
| 西门站 开往：腓特烈松站      |                                       | 东门站 开往：克兰彭堡站                 |
| 西门站 开往：克厄站          | 仅工作日白天开行                      | 东门站 开往：霍尔特站                   |
| 西门站 开往：巴勒鲁普站      | 仅工作日白天开行                      | 东门站 终点站                           |
| 上一站                       | 哥本哈根地铁                          | 下一站                                  |
| 会展中心站 开往：万勒瑟站    | 1号线                                 | 国王新广场站 开往：西阿迈厄岛站         |
| 会展中心站 开往：万勒瑟站    | 2号线                                 | 国王新广场站 开往：哥本哈根机场站       |
| 上一站                       | 丹麦国家铁路                          | 下一站                                  |
| 东门站 开往：尼沃站          | 西兰岛海岸铁路 尼沃⟷哥本哈根机场      | 哥本哈根火车总站 开往：马尔默中央车站   |
| 东门站 开往：赫尔辛格站      | 西兰岛海岸铁路 （厄勒列车）           | 哥本哈根火车总站 开往：马尔默中央车站   |
| 东门站 开往：赫尔辛格站      | 赫尔辛格⟷罗斯基勒                     | 哥本哈根火车总站 开往：罗斯基勒站       |
| 东门站 终点站                | 哥本哈根⟷罗斯基勒                     | 哥本哈根火车总站 开往：罗斯基勒站       |
| 东门站 终点站                | 哥本哈根⟷欧登塞                       | 哥本哈根火车总站 开往：欧登塞站         |
| 东门站 终点站                | 城际列车 哥本哈根⟷埃斯比约            | 哥本哈根火车总站 开往：埃斯比约站       |
| 东门站 终点站                | 区域列车 哥本哈根⟷凯隆堡              | 哥本哈根火车总站 开往：凯隆堡站         |
| 东门站 终点站                | 区域列车 哥本哈根⟷罗斯基勒⟷勒兹比港   | 哥本哈根火车总站 开往：勒兹比港站       |
| 东门站 终点站                | 区域列车 哥本哈根⟷克厄⟷尼克宾法尔斯特 | 哥本哈根火车总站 开往：尼克宾法尔斯特站 |
| 东门站 终点站                | 区域列车 哥本哈根⟷霍尔拜克            | 哥本哈根火车总站 开往：霍尔拜克站       |
| 东门站 终点站                | 区域列车 哥本哈根⟷斯劳厄尔瑟          | 哥本哈根火车总站 开往：斯拉厄尔瑟站     |

## 历史
东门站于1918年7月1日启用，是两端分别为哥本哈根火车总站与东门站的哥本哈根大街铁路隧道部分的一个中途站。1934年5月15日起，哥本哈根市郊铁路开始停靠北门站。
为了便于乘客在哥本哈根市郊铁路、国铁、哥本哈根地铁间换乘，新建了连接丹麦国家铁路（包括哥本哈根市郊铁路）部分与哥本哈根地铁部分的地下通道。因此，2000年3月至2002年2月改造期间，哥本哈根市郊铁路站台部分关闭，哥本哈根市郊铁路列车停靠本站时仅开启最前面的4个车门。随着2002年10月19日哥本哈根地铁一期开通，北门站成为了哥本哈根地铁1号线与哥本哈根地铁2号线最初的终点。直到2003年5月29日哥本哈根地铁二期第1部分完工后，哥本哈根地铁1号线与哥本哈根地铁2号线终点才搬至“腓特烈堡站”（现已延线至万勒瑟站）。

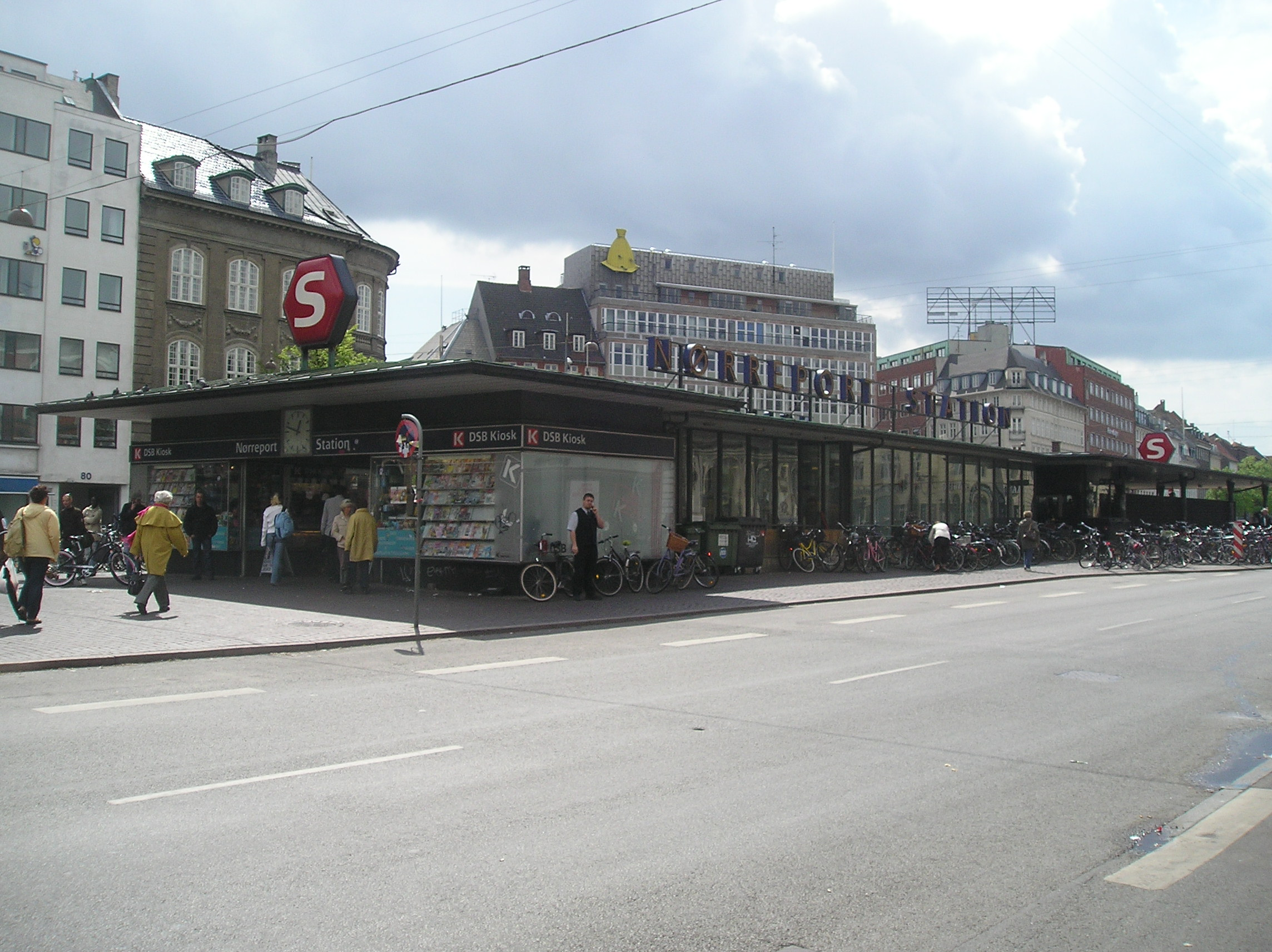
北门站老站房，现已拆毁
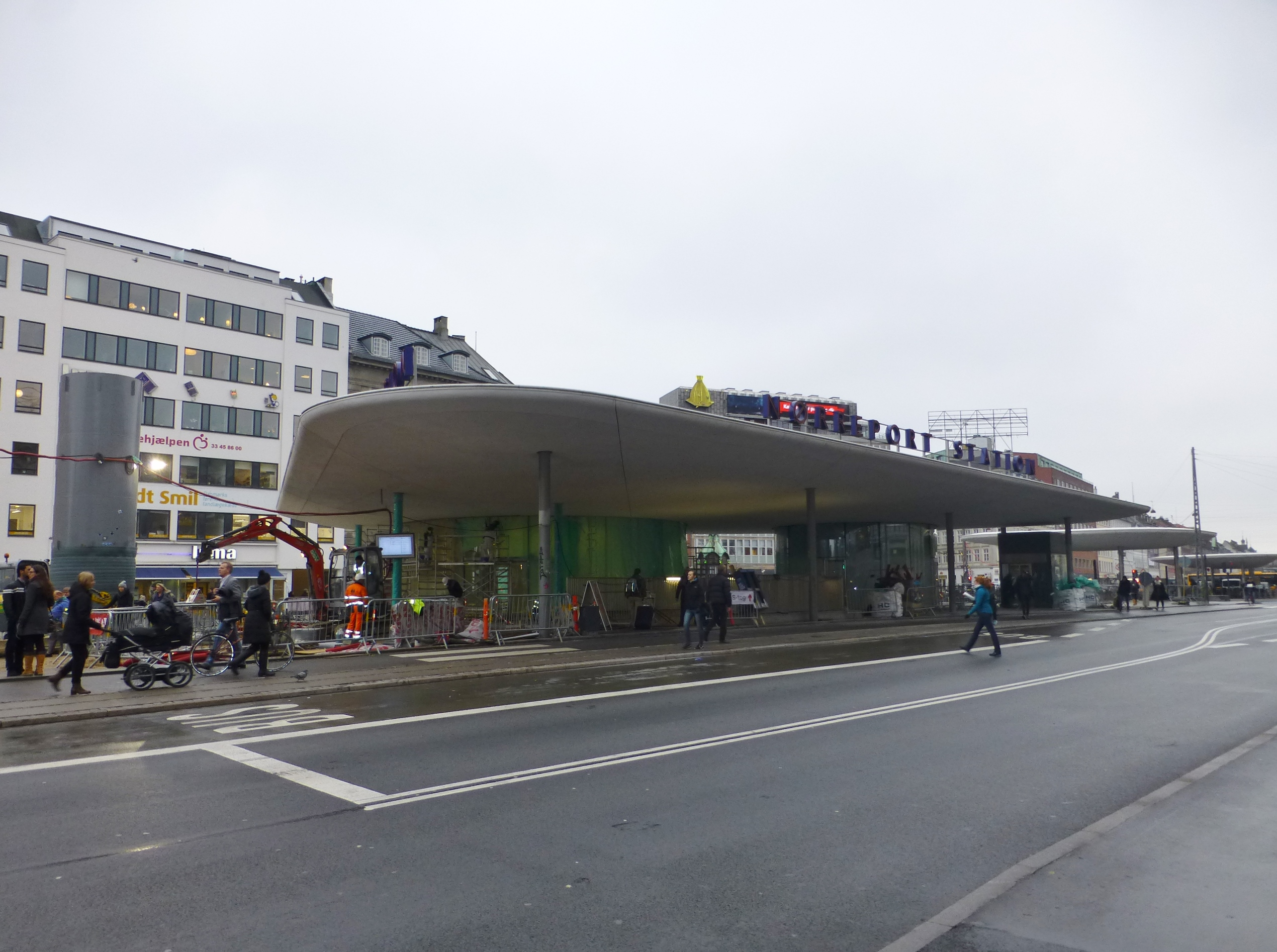
丹麦国家铁路（包括哥本哈根市郊铁路）部分入口，但可从丹麦国家铁路（包括哥本哈根市郊铁路）站台进入哥本哈根地铁站台。
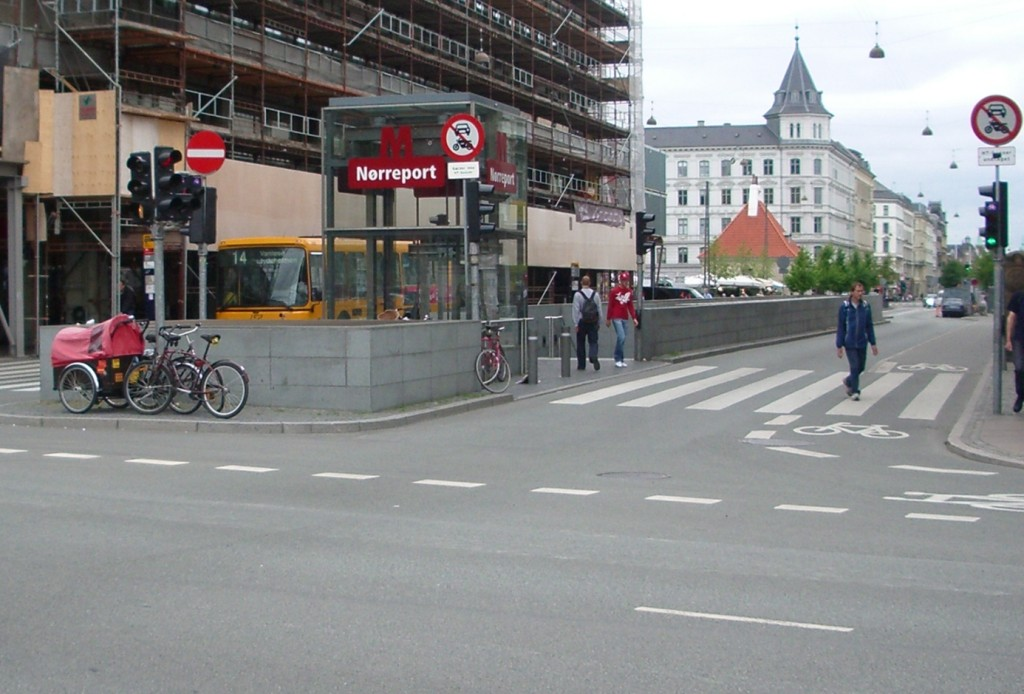
哥本哈根地铁部分入口，但可从哥本哈根地铁站台进入丹麦国家铁路（包括哥本哈根市郊铁路）站台。
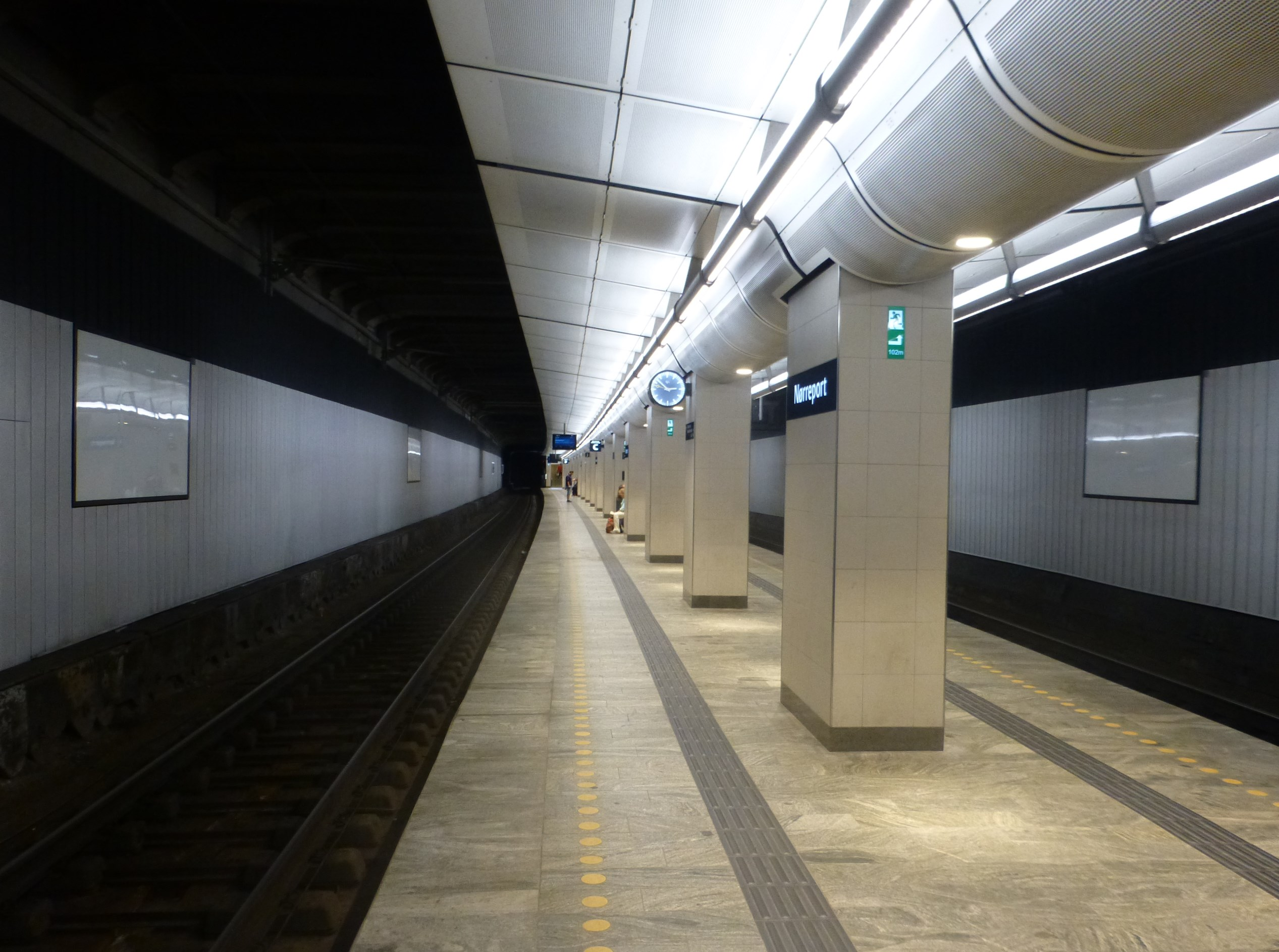
国铁站台

## 相邻车站
| 上一站                                           | 丹麦国家铁路     | 下一站                          |
| ------------------------------------------------ | ---------------- | ------------------------------- |
| 西门站 （哥本哈根市郊铁路） 往：哥本哈根火车总站 | 哥本哈根大街铁路 | 东门站 本线终点                 |
| 哥本哈根火车总站 (主线铁路) 本线终点             | 哥本哈根大街铁路 | 东门站 本线终点                 |
| 哥本哈根火车总站 本线终点                        | 西兰岛海岸铁路   | 东门站 往：赫尔辛格站           |
| 西门站 往：哥本哈根火车总站                      | 西兰岛北线铁路   | 东门站 往：赫尔辛格站           |
| 西门站 往：哥本哈根火车总站                      | 克兰彭堡铁路     | 东门站 往：克兰彭堡站           |
| 上一站                                           | 哥本哈根地铁     | 下一站                          |
| 会展中心站 往：万勒瑟站                          | 1号线            | 国王新广场站 往：西阿迈厄岛站   |
| 会展中心站 往：万勒瑟站                          | 2号线            | 国王新广场站 往：哥本哈根机场站 |

## 外部連結
维基共享资源上的相關多媒體資源：北門站
- 丹麦国家铁路官网对北门站的介绍（页面存档备份，存于） （丹麦语）